# Liste der Monuments historiques in Vrigny (Marne)
Die Liste der Monuments historiques in Vrigny führt die Monuments historiques in der französischen Gemeinde Vrigny auf.

## Liste der Objekte
| Bezeichnung                    | Beschreibung                               | Standort                        | Kennzeichnung | Schutzstatus | Datum | Bild |
| ------------------------------ | ------------------------------------------ | ------------------------------- | ------------- | ------------ | ----- | ---- |
| Grabstein für Espérance Billet | Stein, bezeichnet 1687; Verbleib unbekannt | in der Kirche St-Vincent (Lage) | PM51001685    | Classé       | 1908  |      |
| Pietà                          | Stein, 16. Jahrhundert                     | in der Kirche St-Vincent (Lage) | PM51001993    | Inscrit      | 1998  |      |